# Cast (spettacolo)
Il cast (in italiano: complesso o coro d'attori quando riferito agli interpreti in primo piano) è il gruppo di persone che lavora nella produzione di un film o di un'opera teatrale. Il processo di selezione di tali persone avviene per mezzo delle audizioni (chiamate anche casting, soprattutto nel cinema, oppure assegnazione delle parti).

## Descrizione
Esistono due tipi di cast: 
- cast tecnico: gruppo delle persone che si occupa di collaborare per la creazione di un film, come per esempio il microfonista, il cineoperatore, l'addetto alle luci, fonico e così via.
- cast artistico: gruppo di attori che recita in un film o in un'opera teatrale. Quando i membri principali hanno tutti eguale importanza si parla di cast corale, o ensemble cast.
  - Nel mondo della fiction televisiva, inoltre, il cast artistico si suddivide in cast principale (regular cast in lingua inglese) e cast ricorrente (recurring cast o guest cast in inglese). I membri del cast principale recitano in tutti o nella maggioranza degli episodi/puntate e hanno un'importanza primaria per la trama generale dell'opera. Al contrario i membri del cast ricorrente interpretano personaggi che non compaiono in tutti gli episodi/puntate e hanno una inferiore rilevanza rispetto ai personaggi principali.

## Etimologia
Il termine deriva dall'antico inglese casten o kasta (1230 circa).

## Membri del cast
Cast artistico
- Attore protagonista
- Attore antagonista
- Attore coprotagonista
- Attore caratterista
- Stunt Performer - Stunt Double o Stunt Generico
- Cameo (Ospite d'onore in televisione)
- Comparsa